# Broadway (San Diego)
La Avenida Broadway, o conocida simplemente como Broadway es la principal avenida de sentido oeste y este que recorre el centro de San Diego, en California.

## Trazado
La Avenida Braodway inicia desde la intersección con N Harbor Drive cerca de la Bahía de San Diego, ahí pasa por muchas intersecciones, ya que es la avenida principal del centro de San Diego. Broadway continuando al este pasa por la Autovía San Diego, la 5.ª Avenida, entre otras avenidas importantes, al llegar por el edificio Smart Corner, pasa por la estación del Tranvía de San Diego la San Diego City College, continuando hacia el este hasta culminar en la 32.ª Calle, pasando debajo de la Autovía Martin Luther King Jr..

## Zonas que atraviesa
Broadway por ser una de las avenidas más transitadas tanto como por automóviles y peatones, pasando por muchos distritos como el Distrito Core, y tiene una gran variedad de numerosos bares y restaurantes, lounges, museos como el Museo de Arte Contemporáneo y rascacielos de oficinas, también cuenta con numerosas discotecas, boutiques y tiendas, cerca de Broadway se encuentra el centro comercial Westfield Horton Plaza, cerca de la Torre NBC San Diego y el edificio emblemático muy conocido en San Diego por su peculiar diseño el Emerald Plaza, además de contar con una estación del tranvía de San Diego localizada bajo el nuevo edificio de condominios Smart Corner de 22 plantas, la estación San Diego City College sirve a los estudiantes del San Diego City College y no muy lejos de N Harbor Drive se encuentra una estación de Amtrak.